# Il passato è una terra straniera (film)
Il passato è una terra straniera è un film del 2008 diretto da Daniele Vicari, tratto dall'omonimo romanzo di Gianrico Carofiglio.
È stato presentato in concorso al Festival Internazionale del Film di Roma 2008, dove Michele Riondino ha vinto il Premio L.A.R.A. al miglior interprete italiano.

## Trama
Bari: Giorgio, classico bravo ragazzo e laureando in giurisprudenza, si sente un po' fuori luogo negli ambienti frequentati con la fidanzata. Durante un'elegante festa natalizia difende uno sconosciuto, Francesco, con il quale stringe una solida amicizia che gli fa conoscere un mondo a lui totalmente ignoto, quello del gioco d'azzardo - il poker, in questo caso -, nel quale i due fanno coppia barando. Le nuove esperienze inebriano Giorgio e lo trascinano in situazioni molto più grandi di lui.
Il ragazzo viene progressivamente inghiottito da un vortice di illegalità e immoralità: frequenta regolarmente la casa di una donna sposata, acquista una lussuosa automobile con i proventi del poker e reagisce con violenza alle domande dei genitori, i quali si preoccupano sempre di più. Un giorno Francesco gli comunica la sua imminente partenza per la Spagna; Giorgio decide di seguirlo nonostante scopra, con una iniziale repulsione presto sopraffatta dall'eccitazione, che l'amico intende dedicarsi al traffico di cocaina. A Barcellona i due giungono a vivere esperienze sempre più sfrenate, arrivando alla violenza sessuale nei confronti di una giovane barista.
Dopo il ritorno a Bari, Francesco diventa introvabile. Una notte Giorgio lo rintraccia mentre esce da un locale; poco dopo Francesco insegue la barista che vi lavora, Antonia, e la aggredisce. L'amico interviene, ne nasce una colluttazione e sopraggiungono i carabinieri. Dopo essere stato picchiato a sangue, Giorgio viene rilasciato perché la ragazza ha testimoniato in suo favore. Al comandante, inoltre, afferma di conoscere solo vagamente Francesco, con cui il giovane incrocia un ultimo sguardo attraverso una finestra - anch'egli è stato pestato a sangue dai carabinieri -, lasciando la caserma.
Tempo dopo, Giorgio è un pubblico ministero; dopo un'udienza Antonia lo avvicina per ringraziarlo di averla salvata la notte della tentata violenza. Senza parlare, Giorgio la guarda allontanarsi.

## Luoghi delle riprese
Il film è stato girato prevalentemente nelle città di Bari (si notano il lungomare e il vicino paese di Casamassima), ma anche a Roma e Barcellona.

## Riconoscimenti
- Festival Internazionale del Film di Roma 2008
  - Premio L.A.R.A. (Michele Riondino)
- Ciak d'oro
  - 2009 - Miglior montaggio a Marco Spoletini[3]